# أرتيم هونشارينكو
أرتيم هونشارينكو (مواليد 21 مارس 1979) هو سبّاح أوكراني، مثّل بلاده في الألعاب الأولمبية الصيفية 2000.

## روابط خارجية
أرتيم هونشارينكو على موقع الاتحاد الدولي للسباحة (الإنجليزية)
- أرتيم هونشارينكو على موقع أوليمبيديا (الإنجليزية)